# 比阿特丽斯·奥尔蒂斯
比阿特丽斯·奥尔蒂斯（西班牙語：Beatriz Ortiz，1995年6月21日—），西班牙女子水球运动员。她曾代表西班牙参加2016年和2020年夏季奥林匹克运动会水球比赛，其中2020年奥运会获得一枚银牌。